# 30e cérémonie des Nika
La 30e cérémonie des Nika, organisée par l'Académie russe des sciences et des arts cinématographiques, s'est déroulée au Théâtre Mossovet à Moscou le 28 mars 2017 et a récompensé les films russes sortis en 2016.
Le film Paradis d'Andreï Kontchalovski remporte les prix du meilleur film, du meilleur réalisateur et de la meilleure actrice.

## Palmarès

### Nika du meilleur film
- Paradis d'Andreï Kontchalovski
  - La Dame de pique de Pavel Lounguine
  - Le Duelliste d'Alexeï Mizguirev
  - Le Recouvreur de dettes d'Alekseï Krassovski (ru)
  - Le Moine et le Démon de Nikolaï Dostal
  - Le Disciple de Kirill Serebrennikov

### Nika du meilleur film de CEI, de Géorgie et des États baltes
- Maison étrangère de Rousoudan Glourgidze •  Géorgie
  - Le Testament du père de Bakit Moukoul et Dastan Japar Ououlou •  Kirghizistan
  - Jardin rouge de Salimli Mirbala •  Azerbaïdjan
  - Détails d'automne de Zoulfikar Mousakov •  Ouzbékistan
  - Peste dans le village de Karatas d'Adilkhan Yerjanov •  Kazakhstan

### Nika du meilleur documentaire
- Au soleil de Vitali Manski
  - 24 neige de Mikhail Barinine
  - Forsaj : retour de Natalia Gougoueva

### Nika du meilleur film d'animation
- Coucou de Dina Velikovskaya
  - Aimer d'Igor Kovaliov
  - Le Python et le garde d'Anton Diakov

### Nika du meilleur réalisateur
- Andreï Kontchalovski pour Paradis
  - Nikolaï Dostal pour Le Moine et le Démon
  - Kirill Serebrennikov pour Le Disciple

### Nika du meilleur acteur
- Timofeï Tribountsev pour son rôle dans Le Moine et le diable
  - Mikhaïl Efremov pour son rôle dans Bon Garçon
  - Constantin Khabenski pour son rôle dans Collecteur

### Nika de la meilleure actrice
- Ioulia Vyssotskaïa pour son rôle dans Paradis
  - Natalia Pavlenkova pour son rôle dans Zoologie
  - Ksenia Rappoport pour son rôle dans La Dame de pique

### Nika du meilleur acteur dans un second rôle
- Boris Kamorzine pour son rôle dans Le Moine et le diable
  - Mikhaïl Boyarski pour son rôle dans Le meilleur jour
  - Alexandre Gortchiline pour son rôle dans Le Disciple

### Nika de la meilleure actrice dans un second rôle
- Youlia Aoug pour son rôle dans Le Disciple
- Ielena Koreneva pour son rôle dans Son nom était Mumu
  - Svetlana Bragarnik pour son rôle dans Le Disciple

### Nika du meilleur scénario
- Le Moine et le diable – Iouri Arabov
  - Paradis – Andreï Kontchalovski
  - Le Recouvreur de dettes – Alekseï Krassovski (ru)
  - Zoologie – Ivan Tverdovski

### Nika de la meilleure musique
- Héros – Youri Vasiliev
  - Files d'attente – Basta
  - Le Duelliste - Igor Vdovin
  - Paradis - Ilia Demutski

### Nika de la meilleure photographie
- Le Duelliste – Maxime Osadtchi
  - Le Disciple – Vladislav Opeliants
  - Paradis - Alexandre Simonov

### Nika du meilleur son
- Le Moine et le Démon – Maxime Belovolov
  - Le Duelliste – Rostislav Alimov
  - Le Recouvreur de dettes - Nelly Ivanova

### Nika des meilleurs décors
- Le Duelliste – Andreï Ponkratov
  - Viking – Sergueï Aguine
  - La Dame de pique - Pavel Parkhomenko et Maria Tregoubova

### Nika des meilleurs costumes
- Le Duelliste – Tatiana Patrakhaltseva
  - La Dame de pique - Ekaterina Diminskaya et Evguenia Panfilova
  - Viking – Ekaterina Shapkaïts

### Nika de la révélation de l'année
- Alekseï Krassovski (ru) – réalisateur de Le Recouvreur de dettes
  - Edward Bordukov – réalisateur de Boîte
  - Piotr Skvortsov – acteur dans Le Disciple

## Statistiques

### Récompenses/nominations multiples
4/6 : Le Moine et le Démon
3/6 : Le Duelliste
3/5 : Paradis
1/8 : Le Disciple
1/5 : Le Recouvreur de dettes
0/4 : La Dame de pique
0/2 : Zoologie et Viking